# Lorena Cuéllar Cisneros
Lorena Cuéllar Cisneros (Tlaxcala de Xicohténcatl, Tlaxcala; 20 de febrero de 1962) es una profesora y política mexicana, miembro del partido Morena. Desde el 31 de agosto de 2021 se desempeña como gobernadora de Tlaxcala.
Anteriormente, fue senadora de la República por Tlaxcala al Congreso de la Unión, diputada local y federal, presidente municipal de Tlaxcala y Coordinadora de los Programas de Desarrollo en el estado de Tlaxcala.

## Trayectoria política
Inició su carrera política en el Partido Revolucionario Institucional, al cual se afilió en 1992. De 1992 a 1994, fue titular del DIF municipal de Tlaxcala, designada por su tío Joaquín Cisneros Fernández, entonces Presidente Municipal de Tlaxcala. De 1996 a 2001, fungió como presidente de los centros vacacionales IMSS Trinidad y Malintzi. En 2001 la designaron síndica procuradora de Tlaxcala. En 2004 fue electa diputada local por el Distrito Electoral Local 1 de Tlaxcala para la LVIII Legislatura del Congreso de Tlaxcala, por el Partido Revolucionario Institucional (PRI), donde fungió como Coordinadora Parlamentaria de su partido y presidió la Comisión de Derechos Humanos. Entre 2008 y 2010 fue Presidente Municipal de Tlaxcala. En 2010 fue precandidata del PRI a la gubernatura de Tlaxcala, proceso en el que fue derrotada por Mariano González Zarur a la postre candidato y Gobernador del estado. En 2012 buscó la candidatura del PRI al Senado de la República por su estado, sin embargo no le fue concedida, lo que provocó su renuncia al partido y su afiliación al Partido de la Revolución Democrática (PRD), que la postuló al cargo, ganándolo en las elecciones federales de 2012.
El 25 de febrero de 2016 solicitó licencia como Senadora para ser candidata del PRD a la gubernatura del estado en las elecciones estatales de Tlaxcala de 2016, donde fue derrotada por el candidato de la coalición de partidos integrada por el Partido Revolucionario Institucional, Partido Verde Ecologista de México, Partido Nueva Alianza y el Partido Socialista, Marco Antonio Mena Rodríguez. En 2018 ganó la elección de diputada federal del Distrito Electoral Federal 3 de Tlaxcala, integrando la LXIV Legislatura del Congreso de la Unión, cargo para el que solicitó licencia al ser nombrada delegada de Programas para el Desarrollo en Tlaxcala, por el presidente de México, Andrés Manuel López Obrador. El 28 de octubre de 2020 renunció a la delegación de Programas para el Desarrollo en Tlaxcala para ser candidata de la coalición Juntos Haremos Historia a la gubernatura de Tlaxcala.

### Diputada local (2005-2007) (2011-2012)
Ha sido dos veces diputada local en Tlaxcala; la primera de Mayoría Relativa en la LVIII Legislatura, entre 2005 y 2007. Solicitó licencia para competir por la Presidencia Municipal de Tlaxcala, cargo que alcanzó en la elecciones estatales de 2007.
En las elecciones estatales de 2010 volvió a ser electa diputada local ahora el principio de representación proporcional (plurinominal), por el PRI.
Integró la LX Legislatura del Congreso del Estado de Tlaxcala donde se mantuvo hasta el 19 de enero de 2012, cuando solicitó licencia para separarse del cargo para buscar un escaño en el Senado de la República, luego de renunciar a su militancia en el PRI.

### Presidente Municipal de Tlaxcala (2008-2010)
En 2007 resultó electa Presidente Municipal Constitucional de Tlaxcala para el periodo del 15 de enero de 2008  al 14 de enero de 2011. 
En 2010, solicitó licencia su cargo para poder participar en el proceso de selección interno del PRI en busca de la candidatura para la gubernatura del Estado.
Tras el proceso interno para la elección del candidato a gobernador en el que no resultó elegida, fue candidata a diputada local plurinominal para la LX Legislatura del Congreso de Tlaxcala, resultando electa, cargo al que posteriormente solicitó licencia para poder participar en las elecciones federales en búsqueda de un escaño en el Senado.

### Senadora por Tlaxcala (2012-2018)
En 2012 decidió no participar en el proceso interno del Revolucionario Institucional en contra de su tío Joaquin Cisneros Fernández alegando que existieron diferentes irregularidades durante el proceso de elección de la fórmula que representaría al partido en las elecciones para Senador.
Decidió entonces renunciar al PRI, afiliarse al PRD  y ser candidata del Movimiento Progresista (PRD, Partido del Trabajo (PT) y Movimiento Ciudadano), junto a su compañera de fórmula Martha Palafox Gutiérrez, a invitación de Andrés Manuel López Obrador, quien obtuvo el mayor número de votos en aquella entidad en las elecciones federales de México de 2012. 
Resultó electa Senadora de la República por el principio de Mayoría Relativa, obteniendo el 32.13% de la votación con un margen de diferencia del 5.03% con respecto a la fórmula integrada por Adriana Dávila Fernández y Héctor Ortiz Ortiz del Partido Acción Nacional.
En el Senado presidió la Comisión de Desarrollo Social, presentó diversas iniciativas y dictámenes en la materia que desde la Cámara Alta. Integró las LXII y LXIII Legislaturas del Congreso de la Unión.
Durante su etapa como senadora renunció al grupo parlamentario del PRD para integrarse al del PT.

### Diputada federal (2018)
En las elecciones federales de México de 2018 fue electa diputada para la LXIV Legislatura del Congreso de la Unión por la coalición Juntos Haremos Historia, tras afiliarse. Se separó del cargo mediante licencia indefinida luego de ser designada delegada de Programas para el Desarrollo en Tlaxcala, por el presidente Andrés Manuel López Obrador.

### Coordinadora de los Programas de Desarrollo en el Estado de Tlaxcala (2018-2020)
El 1 de diciembre de 2018 asumió como delegada de Programas para el Desarrollo en Tlaxcala, designada por el presidente de México, Andrés Manuel López Obrador. Como Delegada, Cuéllar fue la responsable de la aplicación en Tlaxcala de los llamados Programas para el Bienestar del Gobierno de México.
Renunció al cargo el 28 de octubre de 2020 para buscar la candidatura de la coalición Juntos Hacemos Historia, a la gubernatura de Tlaxcala.

### Gobernadora de Tlaxcala (2021-Actualidad)

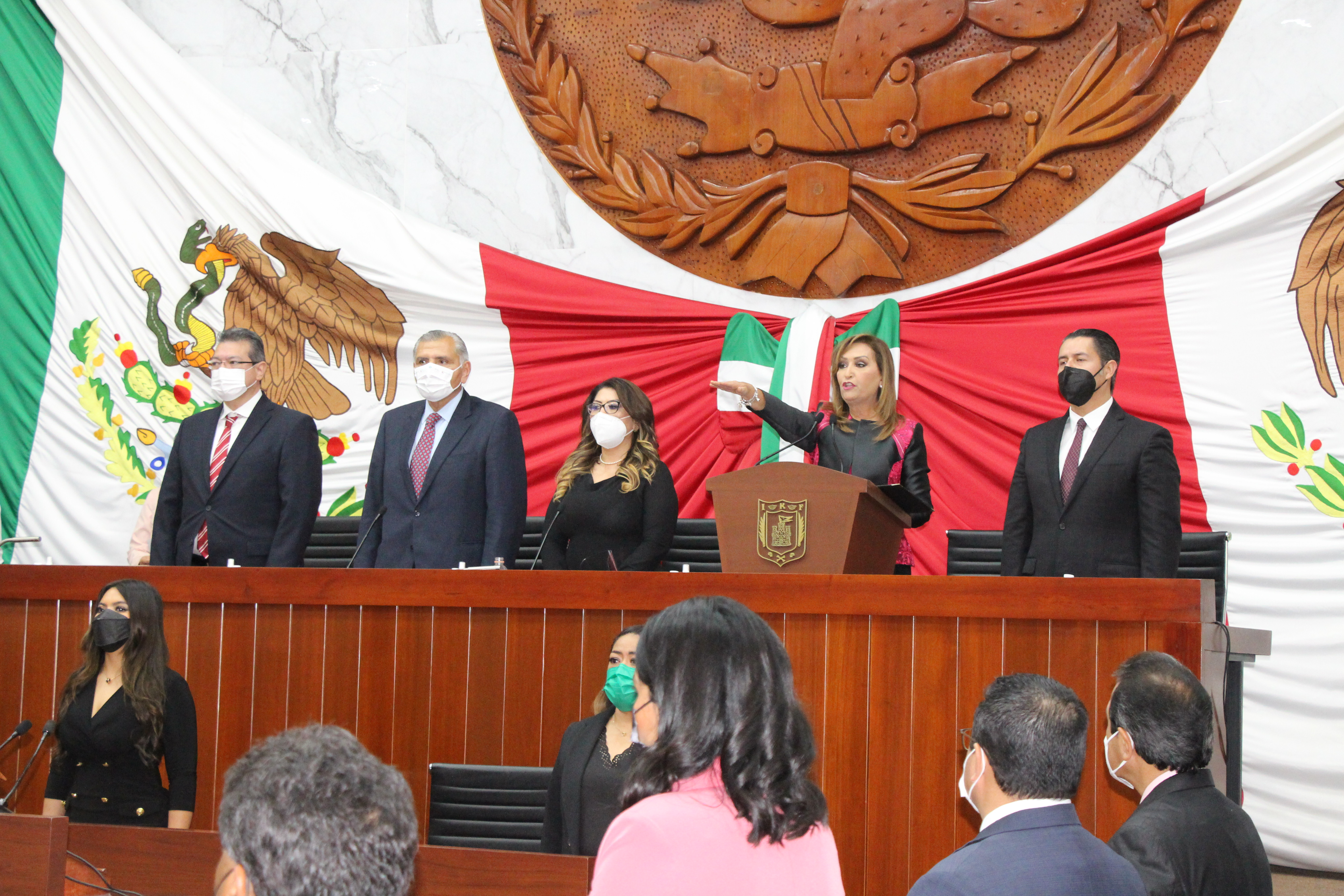
Toma de protesta de Lorena Cuellar como Gobernadora de Tlaxcala

El 14 de diciembre de 2020 fue declarada candidata a la gubernatura de Tlaxcala por la coalición Juntos Hacemos Historia, integrada por los partidos Movimiento Regeneración Nacional, Partido del Trabajo, Partido Verde Ecologista de México, Partido Nueva Alianza Tlaxcala y el Partido Encuentro Social Tlaxcala.
Resultó electa Gobernadora de Tlaxcala en las elecciones estatales de 2021. Posteriormente, rindió protesta como Gobernadora Constitucional del Estado deTlaxcala el 31 de agosto de 2021, de acuerdo a lo previsto en la Constitución Política local.

## Controversias

### Promotora de la medicina alternativa
Como parte de su actividad, desde el Senado de la República promovió la integración de las pseudoterapias y su integración al Sistema de Salud pública. En 2016 promovió un foro para promover el uso e integración de las terapias de medicina alternativa o pseudoterapias. En él se abordaron temas de conocidas pseudoterapias, tales como biomagnetismo, acupuntura y medicina holística. Asimismo en 2018 y 2019 ha promovió foros con el fin de integrar las pseudoterapias al Sistema de Salud y que sean reconocidas como licenciaturas válidas.